# Nepskoeïta
La nepskoeïta és un mineral de la classe dels halurs. Rep el seu nom de l'indret on va ser descoberta, Nepskoe, a Rússia.

## Característiques
La nepskoeïta és un halur de fórmula química Mg₄Cl(OH)₇·6H₂O. Cristal·litza en el sistema ortoròmbic. La seva duresa a l'escala de Mohs es troba entre 1,5 i 2. Va ser descoberta al dipòsit de sal potàssica de Nepskoe, a la conca del riu Nepa (Tunguska Inferior, óblast d'Irkutsk, Rússia), l'únic indret ho ha estat trobada.
Segons la classificació de Nickel-Strunz, la nepskoeïta pertany a «03.BD - Halurs simples, amb H₂O i OH addicional» juntament amb els següents minerals: cadwaladerita, lesukita, korshunovskita i koenenita.